# Templo conventual de Nuestra Señora del Carmen (Puebla)
El Templo Conventual de Nuestra Señora del Carmen  actualmente conocido como Iglesia de la virgen del Carmen  es un templo religioso de culto católico que pertenece a la jurisdicción eclesiástica de la Arquidiócesis de Puebla de los Ángeles, bajo la advocación de la Virgen del Carmen. Es un ejemplo de la arquitectura barroca de Puebla de principios del siglo XVII, dos de sus capillas son de notable factura y decoración, al igual que la nave principal que contiene pinturas como la Santísima Trinidad de Cristóbal de Villalpando y su retablo neoclásico que alberga la imagen de la Virgen titular, obra del escultor José Antonio Villegas Cora. Se celebra fiesta patronal el 16 de julio.

## Historia

### Una ermita dedicada a la Virgen de los Remedios
En 1548 el regidor Hernando de Villanueva recibió del Ayuntamiento un solar para erigir una ermita dedicada a Nuestra Señora de los Remedios. Esta ermita se ubicaba en el camino real a Atlixco, camino que con el tiempo se convertiría en uno de los cuatro ejes que dividieron a la ciudad de Puebla, la actual avenida 16 de septiembre. Al año siguiente, 1549 la ermita obtuvo la merced de otros tres solares. La tradición según Cerón Zapata y Mariano Fernández de Echeverría y Veytia refiere que el regidor Hernando de Villanueva se recuperó milagrosamente después de una lidia invocando a Virgen de los Remedios tras lo cual y en gratitud erigió la ermita colocando su imagen en el altar. Para su mejor cuidado y asistencia Villanueva la cedió en 1552 al gremio de los sastres quienes a su vez se erigieron en cofradía dos años después. Veytia sugirió que la construcción de la ermita quizá este ligado a la celebración de corridas de toros que antiguamente se celebraban en el sitio de la actual plazuela del Carmen.

### La orden de los Carmelitas llega a Puebla
Para 1585 llegan los primeros Carmelitas Reformados de la nueva España, los carmelitas descalzos fueron la última de las órdenes mendicantes en llegar a Puebla, pues ya se habían establecido en la ciudad los franciscanos, agustinos y dominicos. Para 1586 el obispo Diego Romano  de Tlaxcala (1578-1606) solicita la fundación de un convento en la Ciudad de los Ángeles, hoy Puebla, ofreciendo para tal motivo la antigua ermita de Nuestra Señora de los Remedios. La lejanía de dicho santuario respecto a la Plaza Principal de la ciudad había hecho que se perdiera el cuidado en él, por lo que se solicitó a los carmelitas su presencia para atenderlo y salvaguardarlo, quienes instalaron ahí su noviciado hacia julio de ese año. Pronto, el templo se volvió uno de los más suntuosos e importantes de la ciudad. El obispo Diego Romano les entregó entonces la ermita de los Remedios, a cargo del gremio de los sastres, y por parte del ayuntamiento recibieron tres solares más, procediendo los carmelitas a construir su templo y convento. La fundación se realizó el 26 de junio de 1586 con la licencia de Felipe II de España  y la anuencia del Virrey Álvaro de Villa Manrique y Zúñiga, con cédula firmada en San Lorenzo el Real. En el plano de Medina de 1754 se observan las dimensiones del convento cuyos terrenos se extendían hacia el sur por lo menos cuatro manzanas comprendiendo una capilla independiente, y en las entonces, famosas huertas de peras que aparecen en los planos de Careaga de 1856 y 1863, Veytia por su parte menciona que los religiosos carmelitas sacaban provecho de su venta, fruto de sus extensos perales traídos originalmente de su finca en el pueblo de San Ángel cercana a México. Hugo Leicht menciona una relación extraña con la etimología del nombre "Carmel" en hebreo "viña" de su orden y su interés por la agricultura pues a los carmelitas se les atribuye la introducción del alfalfa en Puebla desconocida hasta finales del siglo XVIII. Para asegurar el éxito de sus cosechas las huertas recibieron mercedes de agua casi desde la fundación del convento en 1586, así recibieron el preciado líquido de aguas sulfurosas del llamado ojo del Matadero ubicado en el Paseo Bravo, las aguas del ojo de San Pablo ubicadas más al norte de este último y las de un manantial que brotaba en las laderas del cerro de Guadalupe al oriente de la ciudad.

### El Panteón de Santa María del Carmelo
Frente al convento y al atrio sobre la calle de la Puerta Falsa del Carmen o también llamada del Arbolito, hoy 16 de Septiembre estaba ubicado el Panteón de Santa María del Carmelo fundado en 1844 por los mismos religiosos carmelitas en respuesta a las leyes emitidas desde 1827, que prohibían las sepulturas dentro de los templos, costumbres nocivas y malsanas que los convertían en "depósitos de corrupción" causantes de las epidemias. El mismo ejemplo lo siguieron los templos de San Francisco en 1848, el de San Antonio al año siguiente y los de la Concordia y de la Merced, casi todos ellos de gavetas o columbarios a imitación de los sepulcros romanos de los primeros siglos. El decreto de 1826 ordenaba que la extensión de los cementerios fueran del triple del número de muertos al año, debido a que se necesitaban tres años para la descomposición de los cadáveres. Para 1878 se prohibió el uso de gavetas y se establecieron panteones provisionales en los atrios de San Sebastián, San Matías, San Miguelito, Santa Ana , Santiago apóstol y San Juan del Río hasta la aparición de los panteones civiles como el Municipal. Este panteón, según una descripción posterior, tenía cuatro corredores que lo cerraban de 83 m de largo con 96 columnas góticas con sus arcos al interior bajo los cuales se ordenaban las gavetas, su portada era similar a la del panteón de San Antonio, también hoy inexistente. En 1880 el panteón se clausuró y fue derrumbado en 1891 al mismo tiempo que se efectuó la exclaustración definitiva de los carmelitas. Hugo Leicht en los años 30, describe como aún existen los arcos y vestigios de las gavetas. En el Museo Regional se conservan las momias de una mujer y un niño que fueron encontrados en este panteón.

### SigloXX
Se llevaron a cabo obras de reconstrucción y decorado de la iglesia realizadas por el padre fray Juan E. de la Inmaculada, obras que fueron bendecidas el 16 de septiembre de 1944 por el arzobispo de Puebla de aquel entonces Dr. Pedro Vera y Zuria y según consta en una placa del templo.

## Descripción
El templo es de planta de cruz latina con cuatro capillas del lado del Evangelio, la del Niño Jesús de Praga; la de la Santa Cruz de Huatulco; y otra que guarda la imagen de un hombre vestido de traje, es Cristo transformado en San Homobono, abogado de los sastres y las costureras. Sus bóvedas son de luneto con cúpula central, sin tambor. Carece de torre, en su lugar posee una espadaña que se yergue perpendicular y arriba de la fachada, tiene cuatro vanos que albergan cuatro campanas y remata en una especie de sol; las espadañas fueron estructuras muy comunes en los templos carmelitas de la época virreinal y que sustituían a las torres. Su altura es de alrededor de 13.75 metros 

### Interior
Los muros de la nave están decorados con azulejos de colores y con pinturas al óleo alusivos a los santos carmelitas. La Virgen del Carmen puede verse bellamente vestida en el ciprés del altar mayor. 

### Fachada
La fachada dentro del atrio se hizo de petatillo ordenado en espiga y talavera poblana así como abundante obra de cantería en grís. La portada de acceso está dividida en tres partes a la manera carmelita. En la primera se halla la puerta formada con un arco de medio punto que da entrada al templo y en ambos lados dos pequeños vanos enrejados del mismo arco, en la segunda sección se observa la ventana del coro y en ambos costados se repite el escudo carmelita con el brazo de San Elías que porta la espada con lenguas de fuego, abajo de la ventana se observa una pequeña imagen de la Virgen de los Remedios en talavera que recuerda la primera advocación del templo. La parte superior esta cubierta de petatillo y talavera de colores interrumpido por un pequeño nicho que resguarda a la Virgen del Carmen sosteniendo al niño Jesús. Remata el conjunto un pequeño frontón que tiene una cruz con un ángel a cada lado. Mide alrededor de 13.75 metros de alto 

### Atrio
El atrio del Carmen está ubicado junto a la avenida 16 de Septiembre, es un patio de pequeñas dimensiones cubierto de lajas de piedra y rodeado de muros altos revestidos de ladrillo y talavera, dos puertas dan acceso al atrio una de las cuales, en su remate, muestra la imagen de la Virgen del Carmen cargando al niño Jesús en talavera. Al fondo del atrio se aprecia la fachada de la portería del ex convento carmelita, posee una rica decoración de azulejos y un gran relieve en forma de estrella.

### Capilla de Santa Teresa de Ávila
Es de planta octagonal y es la más grande de las capillas del Carmen. Su cúpula se adorna con pasajes de la vida de Santa Teresa de Ávila. En el altar se halla una cajonera de madera taraceada y en el muro del ábside las imágenes de los profetas Elías y Eliseo. A un costado se halla la imagen de la Virgen de los Dolores vestida con un traje bordado en oro con capa de flores y estrellas de igual manera bordadas y una daga clavada en su corazón.

### Capilla de la Santa Cruz de Huatulco
Se encuentra del lado del Evangelio, también llamada de las Reliquias, nombre que se le dio originalmente porque con ese fin se comenzó a edificar en 1630 por fray Juan de Jesús María Borja, quien la dotó de nichos estratégicamente distribuidos para el resguardo de las reliquias que tenía bajo su costodia el convento. El nombre de la santa Cruz de Huatulco lo recibió por haber depositado ahí un fragmento de la Cruz de Huatulco el Dr. Antonio de Cervantes Carvajal, canónigo de la Catedral de Puebla. Estos hechos ocurrieron casi simultáneamente antes de 1637, año en que la capilla se había terminado de construir.

### Obras de arte

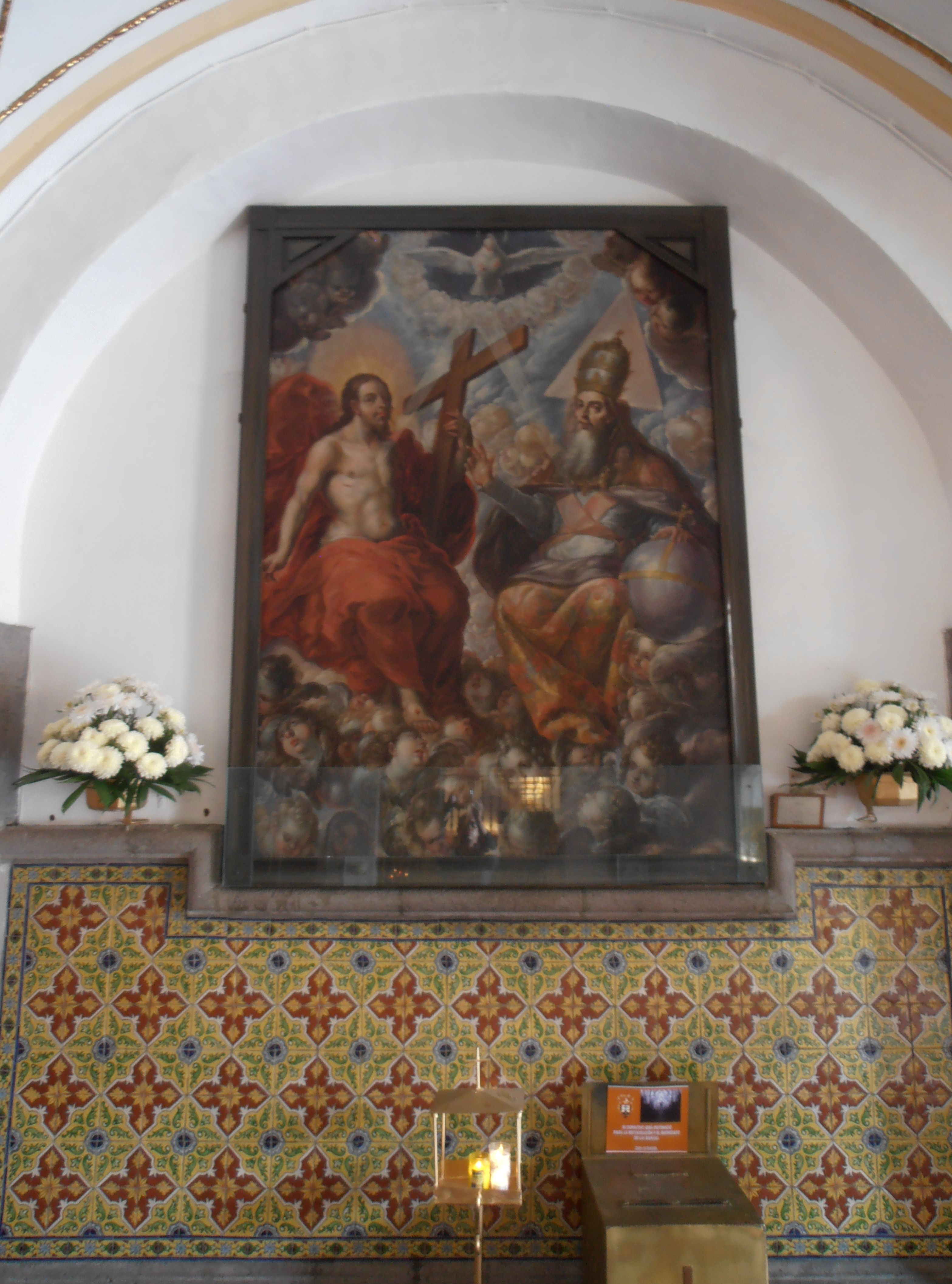
Sobre un lambrin de talavera se observa La Santísima Trinidad por Cristóbal de Villalpando, pintura al óleo sobre madera de finales del.

Entre otras obras pictóricas y escultóricas destacan:
- La Santísima Trinidad realizada por Cristóbal de Villalpando, pintura al óleo sobre madera de finales del siglo XVII y se ubica en la nave abajo del coro.
- Un santo carmelita quien probablemente se trate de San Alberto repartiendo pan a los pobres, en la parte superior se ubica una cartela que en latín dice «Dispersis debit pauperibus iustitia eius manet in sucursum populi», que es una cita del Salmo 11 y que significa «Distribuye a los pobres; su justicia permanece por siempre en socorro del pueblo».
- Un lienzo del siglo XVIII de la Virgen del Carmen rescatando con el escapulario a las almas.
- Escultura de la Virgen de los Remedios, patrona original del templo, quien sostiene al Niño Jesús en sus brazos y que ahora en encuentra en un nicho protegido con vidrio.
- Escultura de la Virgen del Carmen (altar mayor), de pelo natural, con el Niño Jesús en brazos, porta la corona imperial que nos habla de su dignidad y es obra de José Antonio Villegas Cora.
- Además hay obras de José Joaquín Magón, quien pintó los lienzos de los muros; el escultor Zacarías Cora; Lucas Méndez y Manuel Tapia, entre otros.